# Aloe austroarabica
Aloe austroarabica ist eine Pflanzenart der Gattung der Aloen in der Unterfamilie der Affodillgewächse (Asphodeloideae). Das Artepitheton austroarabica leitet sich von den lateinischen Worten auster für ‚Süden‘ sowie arabicus für ‚Arabien‘ ab und verweist auf das Vorkommen der Art im Süden von Saudi-Arabien.

## Beschreibung

### Vegetative Merkmale
Aloe austroarabica wächst stammlos, ist einzeln oder teilt sich selten in zwei bis drei Rosetten. Die 20 bis 25 ausgebreiteten oder aufsteigenden, lanzettlichen, spitzen Laubblätter bilden Rosetten. Die grüne Blattspreite ist 50 bis 60 Zentimeter lang, 12 Zentimeter breit und 7 bis 12 Millimeter dick. Die weißen, dreieckigen Zähne am weißen, knorpeligen Blattrand sind 3 Millimeter lang und stehen 18 bis 25 Millimeter voneinander entfernt. Der Blattsaft ist orangefarben. Er trocknet gelblich braun.

### Blütenstände und Blüten
Es werden gleichzeitig ein oder zwei Blütenstände mit drei bis sechs Trauben ausgebildet, die eine Länge von bis zu 145 Zentimeter erreichen. Die ziemlich dichten, zylindrisch-zugespitzten Trauben sind bis zu 55 Zentimeter lang. Die eiförmigen, spitzen, feinflaumigen Brakteen weisen eine Länge von 10 bis 14 Millimeter auf und sind 5 bis 8 Millimeter breit. Die bootförmigen, gelben, breit grün gestreiften Blüten, selten sind sie dunkelrosa, stehen an grünen oder rosafarbenen, 7 bis 10 Millimeter langen Blütenstielen. Die Blüten sind 30 bis 34 Millimeter lang. Auf Höhe des Fruchtknotens weisen die Blüten einen Durchmesser von 6 bis 8 Millimeter auf. Ihre äußeren Perigonblätter sind auf einer Länge von 20 bis 25 Millimetern nicht miteinander verwachsen. Die Staubblätter und der Griffel ragen 5 Millimeter aus der Blüte heraus.

## Systematik und Verbreitung
Aloe austroarabica ist im Norden von Jemen und im Süden von Saudi-Arabien auf trockenen Felsen in Höhen von etwa 1100 Metern verbreitet.
Die Erstbeschreibung durch Thomas A. McCoy und John Jacob Lavranos wurde 2003 veröffentlicht.

## Nachweise